# 알비렉스 니가타 싱가포르
알비렉스 니가타 FC (싱가포르)(영어: Albirex Niigata Football Club (Singapore))는 S리그에 참가 중인 축구 클럽이다. J리그 디비전 1의 알비렉스 니가타의 위성 구단이며 구단 소속 선수들 역시 일본 선수들로 이루어져 있다.

## 선수 명단

### 현역
참고: FIFA 자격 규정에 따라 소속된 국가대표팀 국기를 표시합니다. 선수는 복수의 FIFA 비회원국 국적을 가지고 있을 수 있습니다.
| 번호 | 포지션 | 국적     | 이름          |
| ---- | ------ | -------- | ------------- |
| 4    | DF     |          | 카와치 코키   |
| 14   | MF     |          | 마에다 타이키 |
| 18   | GK     | 싱가포르 | 하산 서니     |

| 번호 | 포지션 | 국적 | 이름                    |
| ---- | ------ | ---- | ----------------------- |
| 33   | DF     |      | 노조미 오자와           |
| 41   | DF     |      | 스테비아에그버스 미쿠니 |
| 58   | FW     |      | 나카노 신고             |

## 역대 감독
| 감독              | 임기      |
| ----------------- | --------- |
| 오하시 히로시     | 2004      |
| 히라오카 히로아키 | 2007~2008 |
| 나루오 나오키     | 2009      |
| 스기야마 고이치   | 2010~2013 |
| 나루오 나오키     | 2016      |
| 오쿠야마 다쓰유키 | 2022      |
| 스기모토 케이지   | 2023~     |